# Centre hospitalier Saint-Jean-de-Dieu
Le centre hospitalier Saint-Jean-de-Dieu est un hôpital psychiatrique fondé en 1824 par Paul de Magallon et Xavier Tissot, Frères de l'ordre hospitalier de Saint-Jean-de-Dieu. Il se situe en France dans le 8e arrondissement de Lyon, plus précisément dans le quartier du Moulin-à-vent. L'hôpital prend en charge, de manière psychiatrique, la population du sud du département du Rhône, c'est-à-dire une population de 560 148 habitants sur 1 128 km2. L'hôpital avait en 2008 une capacité de 517 lits. L'hôpital possède des jardins d'une superficie de 25 hectares.
Durant la Seconde Guerre mondiale, l'asile, comme celui du Vinatier quoiqu'à un degré moindre, est affecté par une certaine surmortalité due à la sous-alimentation que les restrictions alimentaires imposées par la guerre et le régime de Vichy font subir aux pensionnaires

## Patients célèbres
- Bernard Glücksmann, dit Stanislas Rodanski (1927-1981),  poète et romancier surréaliste français. Interné le 31 décembre 1953, à l'âge de 27 ans, il y mourra âgé de 54 ans.

## Patrimoine architectural
Le mur d'enceinte de l'hôpital a été décoré d'un ensemble de fresques et d'aménagements dans le cadre de « La fresque du Demi-Millénaire » pour commémorer les 500 ans de la naissance de Jean de Dieu, fondateur de l'ordre hospitalier de Saint-Jean-de-Dieu.